# دون باوم
دون باوم (بالإنجليزية: Don Baum)‏ هو رسام وفنان أمريكي، ولد في 1922 في ميشيغان في الولايات المتحدة، وتوفي في 28 أكتوبر 2008 في إيفانستون في الولايات المتحدة.